# Tulbaghia friesii
Tulbaghia friesii là một loài thực vật có hoa trong họ Amaryllidaceae. Loài này được Suess. miêu tả khoa học đầu tiên năm 1951.